# Battaglia di Maranga
La battaglia di Maranga è un episodio bellico svoltosi presso Maranga tra l'esercito romano di Giuliano e quello persiano di Sapore II, in cui l'imperatore romano trovò la morte.
Il 22 giugno 363 l'imperatore Giuliano cercò la battaglia decisiva contro le truppe sasanidi di Sapore.
Le truppe sasanidi si schierarono in battaglia secondo il seguente ordine: cavalleria pesante armata di lancia a due mani (savaran) al centro, cavalleria leggera armata di archi e lance (clibanarii) sulle ali.

Gli elefanti erano al centro (dietro i savaran) assieme alla fanteria di coscritti. I romani si schierarono a cuneo ed avanzarono velocemente per minimizzare il tempo in cui erano esposti alla pioggia di missili. Alla fine di una dura lotta i sasanidi vennero sconfitti ma grazie alla loro superiore mobilità e alla copertura della cavalleria leggera riuscirono a scongiurare la disfatta.
In seguito alla battaglia Sapore riprese con la guerriglia e i continui attacchi improvvisi nei punti deboli dell'esercito romano. Quattro giorni dopo, mentre Giuliano si dirigeva verso Samarra, un forte attacco della cavalleria pesante causò una crisi che costrinse Giuliano ad intervenire personalmente.
Nella fretta l'imperatore trascurò di vestire l'armatura e questo lo espose ad un colpo che risultò mortale. Non è chiaro se il colpo sia stato inferto da un sasanide o da un soldato cristiano, in quanto Giuliano apparteneva alla fede pagana.